# Mauricio Wright
Wilber Mauricio Wright Reynolds (San José, 20 dicembre 1970) è un allenatore di calcio ed ex calciatore costaricano, di ruolo difensore.

## Carriera

### Club
Giocò per il Saprissa vincendo i titoli delle stagioni 1993-1994 e 1994-1995. Dopo aver militato nella squadra della capitale costaricana, passò al Comunicaciones del Guatemala e poi negli Stati Uniti dove giocò in club come il San Jose Clash e il New England Revolution.
Dopo l'esperienza nel calcio statunitense, ritornò in Costa Rica all'Herediano, dove ottenne la regolarità che lo portò ad essere contrattato dall'AEK Atene, unica parentesi europea, con cui giocò anche in Champions League. Infine militò per un breve periodo anche nel calcio cinese.
Al suo ritiro nel 2006 gli è stata offerta la direzione della squadra Brujas FC

### Nazionale
Ha giocato nella Nazionale costaricana per un decennio tra la metà degli anni novanta e la prima metà del decennio successivo.

## Palmarès

### Giocatore

#### Competizioni nazionali
- Campionato costaricano: 2

Saprissa: 1993-1994, 1994-1995
- Campionato guatemalteco: 2

Comunicaciones: 1997-1998, 1998-1999

### Allenatore

#### Competizioni nazionali
- Campionato costaricano: 2

Brujas F.C: Invierno 2009
Saprissa: Clausura 2021